# Fjärde brasilianska republiken
I Brasiliens historia kallas åren 1946–1964 Fjärde brasilianska republiken och Populistperioden (Período Populista). Den kännetecknades av politisk instabilitet.
1945 avsattes president Getúlio Vargas i en oboldig militärkupp, men hans påverkan på brasiliansk politik fanns kvar fram till andra republikens slutskede. Under denna period dominerade tre partier politiken. Två av dem stödde Vargas — brasilianska arbetarpartiet samt socialdemokraterna i mitten och anti-Vargas-partiet União Democrática Nacional till höger.